# حمزة تشودهاري
حمزة تشودهاري (بالإنجليزية: Hamza Choudhury) هو لاعب كرة قدم بريطاني، ولد في 1 أكتوبر 1997 في لوفبرا في المملكة المتحدة. شارك مع منتخب إنجلترا تحت 21 سنة لكرة القدم. أما مع النوادي، فقد لعب مع ليستر سيتي ونادي بيرتن ألبيون.

## وصلات خارجية
- حمزة تشودهاري على موقع الاتحاد الأوربي (الإنجليزية)
- حمزة تشودهاري على موقع قاعدة بيانات كرة القدم.إي يو (الإنجليزية)
- حمزة تشودهاري على موقع Soccerbase.com (لاعب) (الإنجليزية)
- حمزة تشودهاري على موقع Soccerway.com (الإنجليزية)
- حمزة تشودهاري على موقع عالم كرة القدم.نت (الإنجليزية)